# Ватикано-филиппинские отношения
Ватикано-филиппинские отношения — двусторонние отношения между Ватиканом и Филиппинами. Как одна из двух азиатских стран с католическим большинством (вторая — Восточный Тимор), Филиппины поддерживают тесные отношения со Святым Престолом. У Святого Престола есть нунциатура в Маниле, а у Филиппин есть посольство при Святом Престоле (Ватикан), находящееся в Риме.

## История

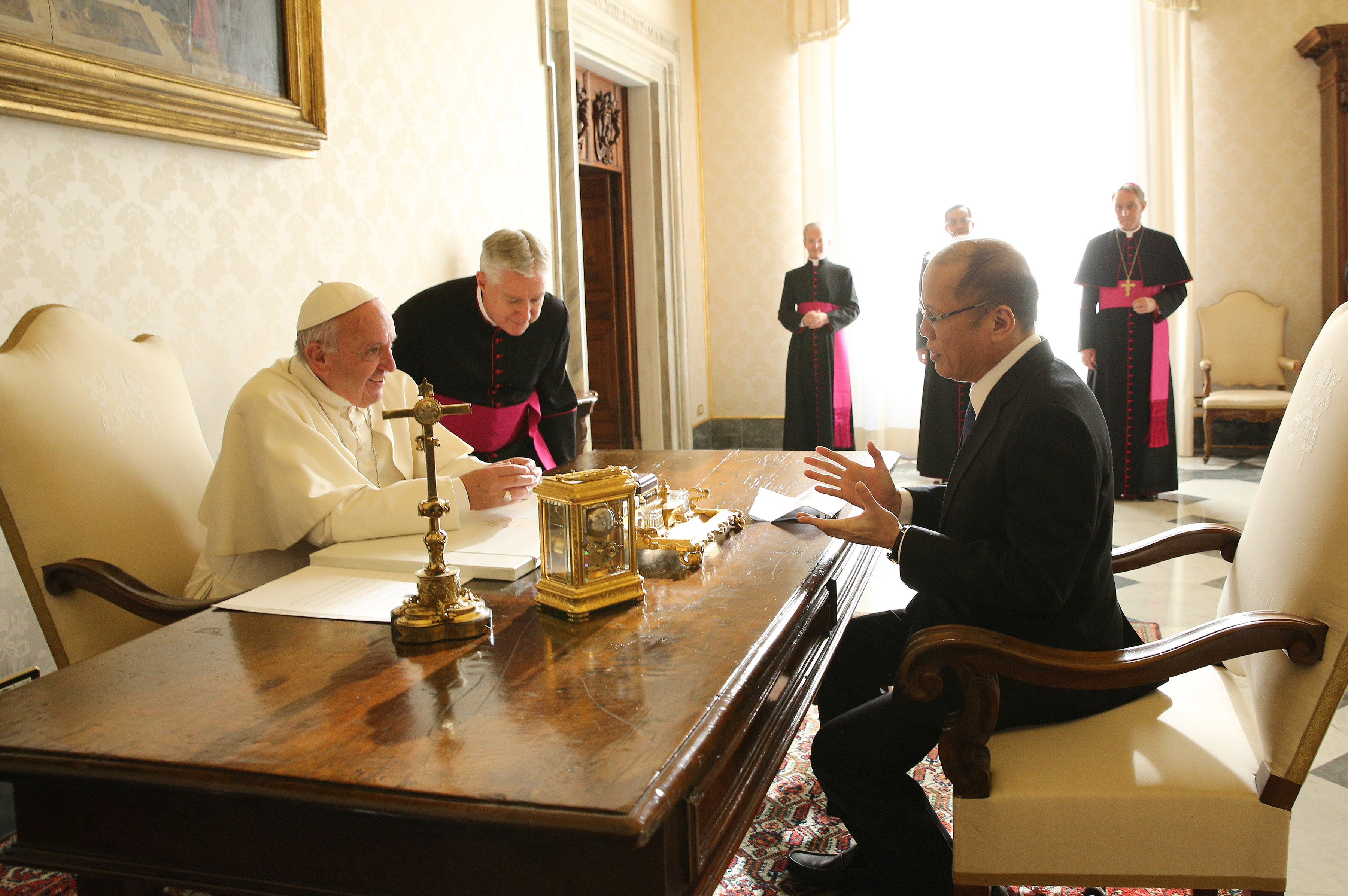
Президент Бенигно Акино III встречается с Папой Франциском во время государственного визита в Ватикан в 2015 году

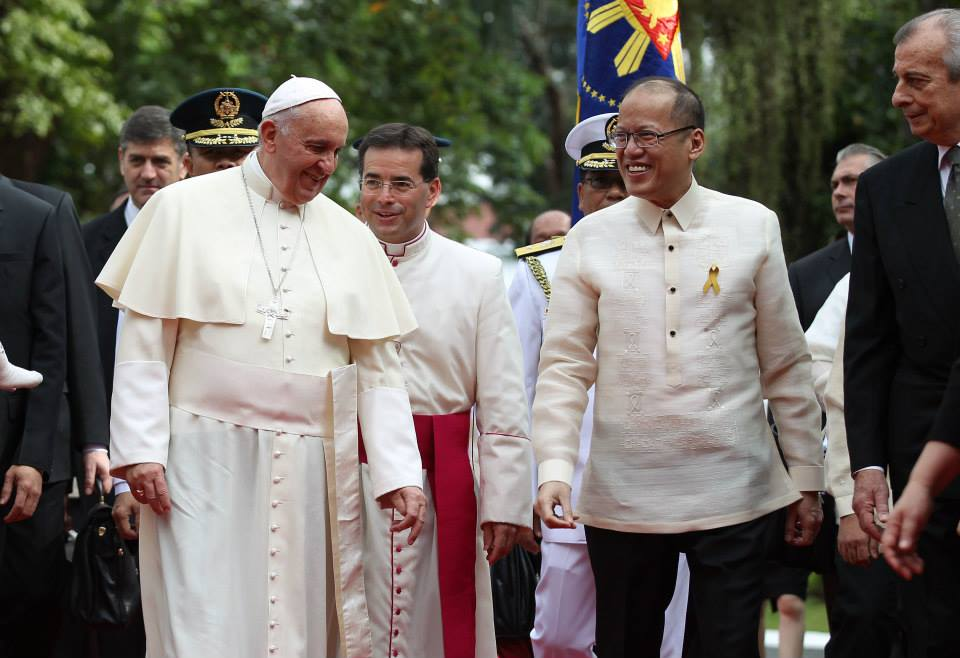
Папа Франциск с президентом Бенигно Акино III во время визита Папы на Филиппины, январь 2015 года

Католицизм впервые появился на Филиппинах в XVI веке, когда миссионеры сопровождали конкистадоров, когда те присоединяли острова к Испанской империи. К тому времени, когда Филиппины получили независимость от Соединённых Штатов Америки после Второй мировой войны с учреждением Третьей республики, католицизм уже произвёл неизгладимое влияние на филиппинскую культуру и общество: по крайней мере семьдесят процентов филиппинцев исповедовали католическую веру.
Во время правления президента Филиппин Эльпидио Кирино апостольская делегация Филиппин была повышена до нунциатуры, а архиепископ Эджидио Ваньоцци стал первым апостольским нунцием 9 апреля 1951 года. Первый посол Филиппин при Святом Престоле д-р Мануэль Моран вручил верительные грамоты Папе Пию XII 4 июня 1951 года.
К настоящему времени три папы посетили Филиппины с пастырскими визитами. Папа Павел VI посетил Филиппины в 1970 году и выступил перед студентами Университета Санто-Томас (UST) в Маниле. В 1981 году Папа Иоанн Павел II также выступил с речью в UST и беатифицировал уроженца Манилы XVII века Лоренсо Руиса в качестве святого в национальном парке Лунета, что стало первой беатификацией за пределами Ватикана. Позже понтифик вернулся на Филиппины в 1995 году, чтобы отметить X Всемирный день молодёжи. 15–19 января 2015 года Папа Франциск совершил папский визит на Филиппины, где он выступил с речью в UST и посетил Таклобан, город, разрушенный тайфуном Йоланда (Хайян).
Филиппины принимали Международный евхаристический конгресс (IEC) 1937 года в Маниле и снова сделали это с 25 по 31 января 2016 года (мероприятие было перенесено с первоначальной даты в мае по запросу Ватикана). Архиепископ Себу Хосе С. Пальма, член Конференции католических епископов Филиппин, предложил Папе Франциску посетить страну для проведения мероприятия. Однако позже Пальма подтвердил, что понтифик не приедет в страну для участия в мероприятии, и Ватикан вместо этого отправит папского посланника для участия, заявив: «IEC — это возможность воздать славу Богу. Иные говорят, что если придёт Папа, люди могут прийти из-за Папы, но не из-за Иисуса».